# Muş
Muş (armenski: Մուշ, kurdski: Mûş)  je grad koji se nalazi na istoku Turske. Središte je istoimene pokrajine i okruga. Godine 2022. grad je imao 120.699 stanovnika. Većinu stanovništva čine Kurdi.